# Sekundär hyperparatyreos
Sekundär hyperparatyreos är en endokrin sjukdom som yttrar sig i en ökad frisättning av bisköldkörtelhormon från bisköldkörtlarna, som en följd av att andra sjukdomar i kroppen medför att nivån av kalcium sjunker, varvid bisköldkörtlarna stimuleras till ökad aktivitet. Detta förekommer också till exempel hos patienter med bland annat nedsatt njurfunktion och D-vitaminbrist. 

## Fotnoter
1. ↑  Svenska Endokrinologföreningen, https://web.archive.org/web/20120319215305/http://www3.svls.se/sektioner/endokrin/pages/informationsblad/HyperparathyreodismRev04.pdf